# Bézaudun-les-Alpes
Bézaudun-les-Alpes là một xã ở tỉnh Alpes-Maritimes, vùng Provence-Alpes-Côte d’Azur ở đông nam nước Pháp.